# 50 км (зупинний пункт)
50 кіломе́тр — пасажирський зупинний пункт Дніпровської дирекції Придніпровської залізниці на електрифікованій лінії Самар-Дніпровський — Воскобійня між станціями Кам'янське (12 км) та Балівка (17 км). Розташований на північному сході Дніпровського району міста Кам'янського, неподалік від селища Курилівка Кам'янського району Дніпропетровської області.

## Пасажирське сполучення
До березня 2020 року по вихідним дням курсувала одна пара приміських електропоїздів сполученням Дніпро — Балівка. Наразі рух приміських електропоїздів не відновлено.